# أنابينا
الأنابينا (الاسم العلمي: Anabaena) هي جنس من البكتيريا تتبع الفصيلة النوستكية من رتبة النوستكيات.

## أنواع الأنابينة
- أنابينة إهليلجية
- أنابينة أسطوانية
- أنابينة ثؤلولية
- أنابينة رخوة
- أنابينة رقيقة
- أنابينة سميثية
- أنابينة سميكة
- أنابينة غير متساوية
- أنابينة كروية
- أنابينة لابية
- أنابينة لولبانية
- أنابينة متحلقة
- أنابينة متساوية
- أنابينة متقاربة
- أنابينة مخاطية
- أنابينة مستدقة
- أنابينة منعزلة